# 灰颊垂蜜鸟
小垂蜜鸟（学名：Anthochaera chrysoptera）属于吸蜜鸟科垂蜜鸟属的一种，为一种中型吸蜜鸟，却是体型最小的一种垂密鸟。另外与其它垂密鸟不同，小垂密鸟没有垂肉。小垂蜜鸟以花蜜、昆虫为食。主要分布于澳大利亚东南海岸。

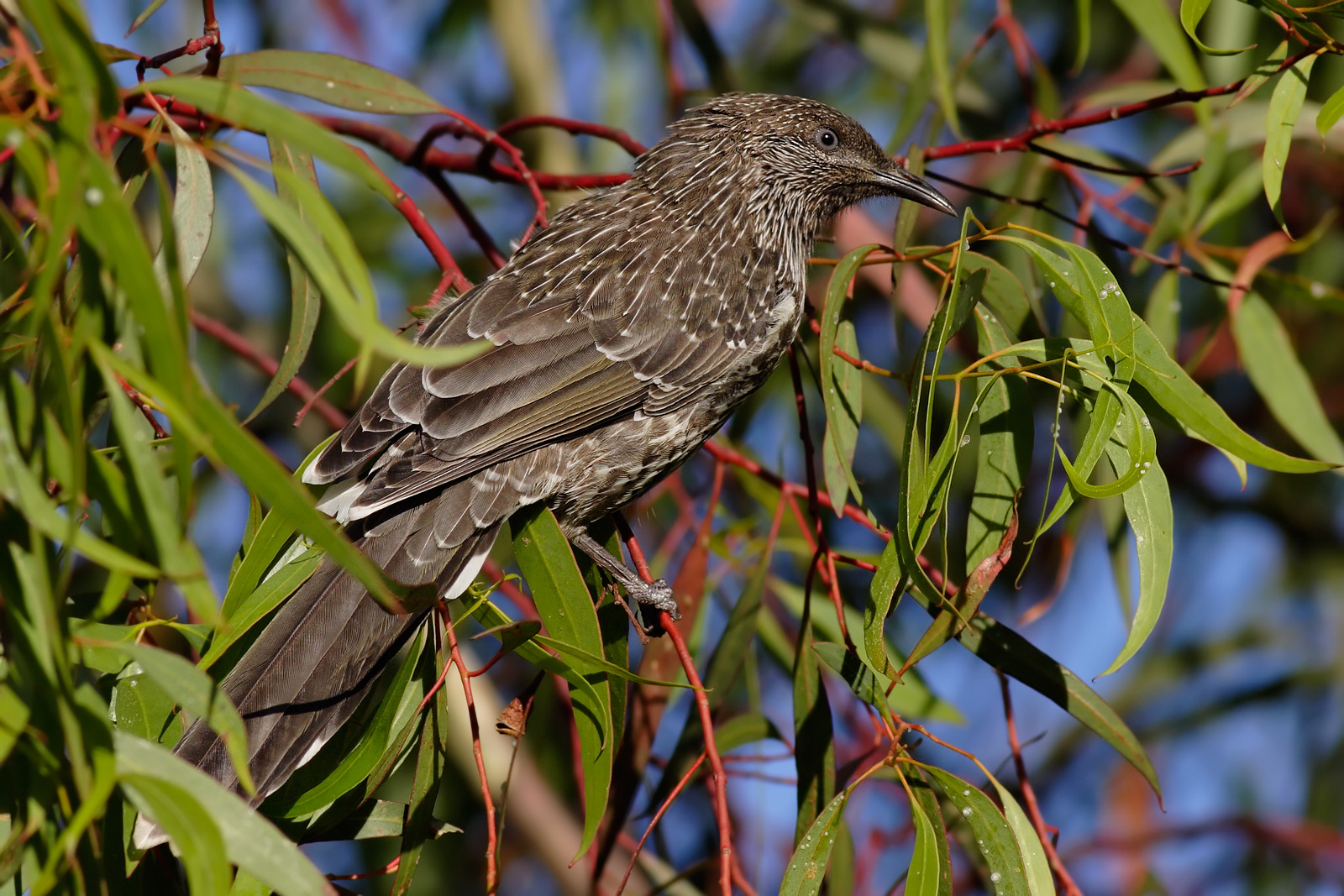
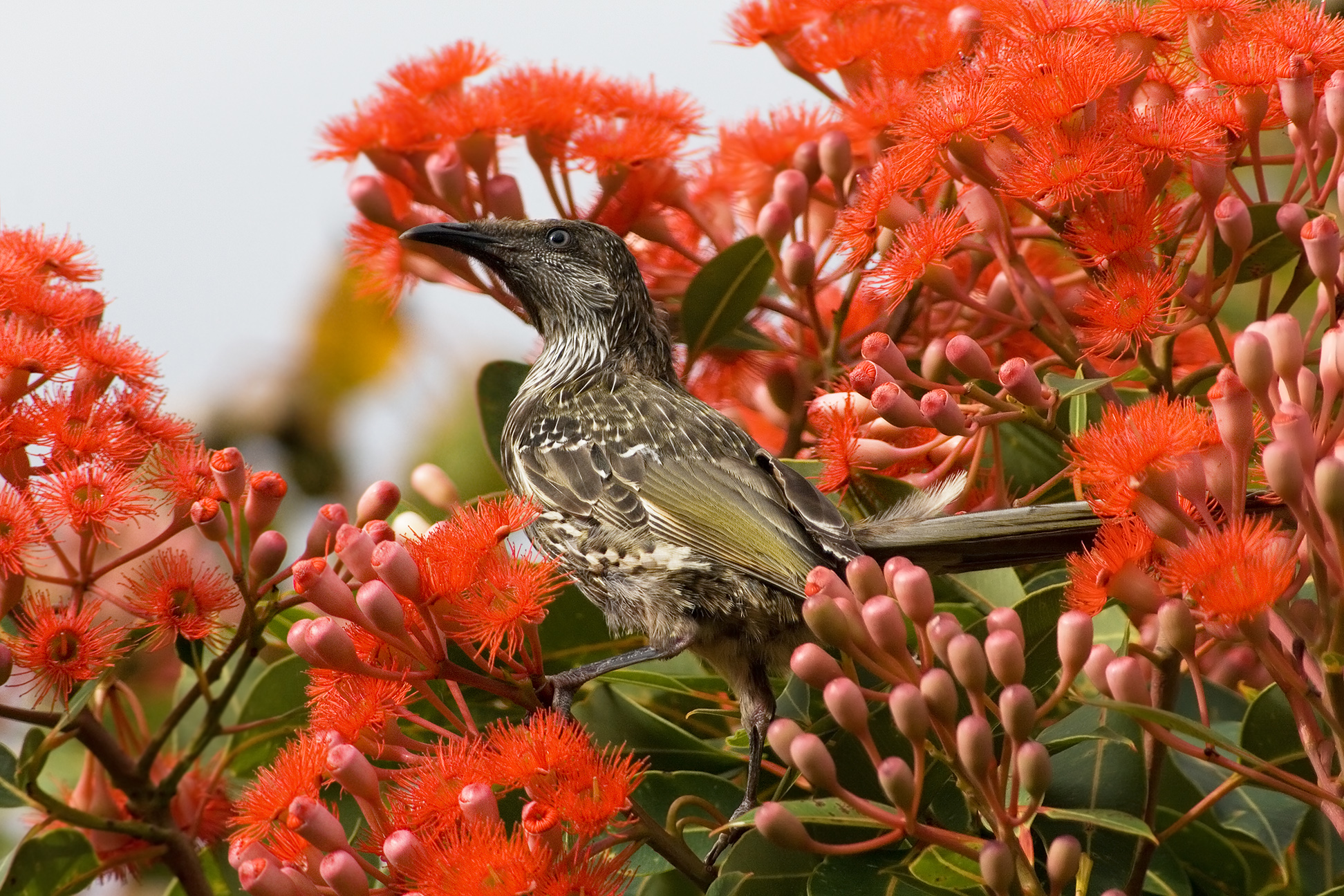